# Désiré Lenge Mukwenye
Désiré Lenge Mukwenye (ur. 2 marca 1966 w Lwanza) – kongijski duchowny rzymskokatolicki, biskup Kilwa-Kasenga od 2024.  

## Życiorys
31 lipca 1994 otrzymał święcenia kapłańskie i został inkardynowany do archidiecezji Lubumbashi. Po kilkuletnim stażu duszpasterskim otrzymał nominację na prokuratora diecezjalnego. W latach 2003–2011 studiował we Włoszech, a następnie przez rok doktoryzował się w Niemczech. Po powrocie do kraju pełnił funkcje m.in. ojca duchownego seminarium w Lubumbashi (2013–2016), rektora tamtejszej politechniki (2016–2024), wikariusza generalnego diecezji Kilwa-Kasenga (2018–2021) oraz jej administratora (2021–2024).
17 stycznia 2024 papież Franciszek mianował go biskupem Kilwa-Kasenga. Sakry udzielił mu 10 marca 2024 metropolita Lumumbashi - arcybiskup Fulgence Muteba.  